# Aeroporto (film)
Aeroporto è un film del 1944 diretto da Piero Costa.

## Produzione
Girato in gran parte a Montecatini Terme all'inizio del 1944, prodotto da Mariangela Nuvoletti, con l'assistenza dei tecnici degli stabilimenti della Pisorno di Tirrenia, montato presso gli studi del Cinevillaggio della Giudecca a Venezia. Ne è rimasta un'unica copia, conservata al Museo della Resistenza di Torino.

## Distribuzione
Il film ebbe una breve diffusione, venendo distribuito nelle sale cinematografiche il 18 dicembre 1944, durante gli ultimi mesi di vita della RSI, e limitata alle sole città centro-settentrionali facentivi parte.